# Gluskap

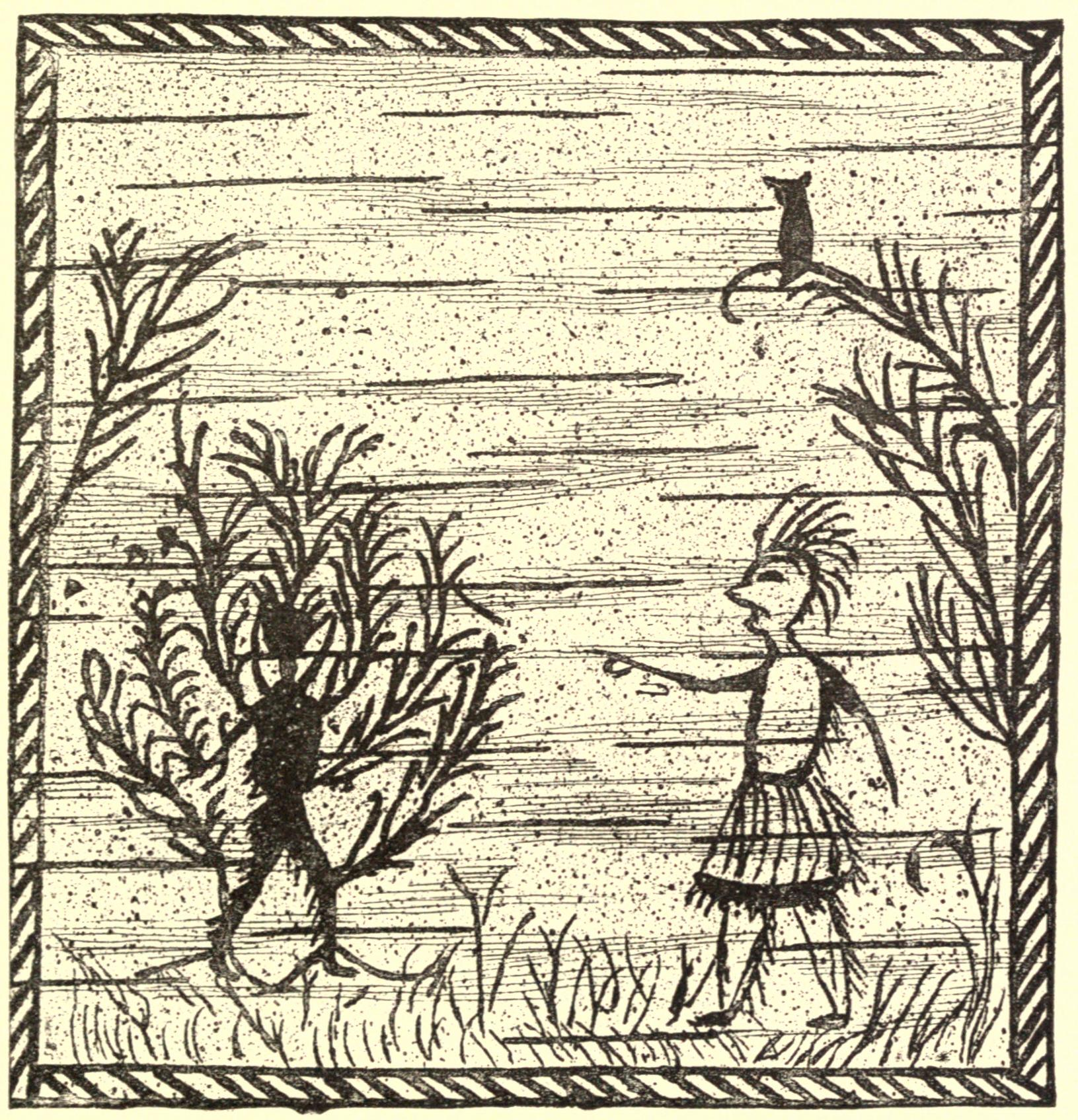
Gluskap förvandlar en man till en ceder.

Gluskap är hos de nordamerikanska algonkinindianerna den gode skapelseguden. Han är fiende till sin onde tvilling Malsum som är härskare över demonerna. Gluskap bekämpar och förgör slutligen Malsum. Han lämnar sedan jorden genom att segla österut för återvända någon gång i framtiden.